# Кузнецов, Николай Тимофеевич
Никола́й Тимофе́евич Кузнецо́в (род. 25 сентября 1931, хутор Хорошевский, ныне Ростовской области) — советский и российский химик, доктор химических наук (1976), профессор (1980), действительно член Российской академии наук по отделению физикохимии и технологии неорганических материалов (с 1994 года; член-корреспондент АН СССР с 1987 года).

## Биография
В 1949 году поступил на химический факультет Ростовского университета; в 1951 году перевёлся на химический факультет МГУ, который окончил в 1954 году. В 1954—1957 годах работал на предприятиях Минсредмаша. С 1957 года работает в Институте общей и неорганической химии РАН; в 1999—2004 годах директор института. В настоящее время — заведующий лабораторией химии лёгких элементов и кластеров; председатель Научного совета РАН по неорганической химии. В 1991—2000 годах заведовал кафедрой неорганической химии МИТХТ им. М. В. Ломоносова, с 1997 года по 2009 год профессор факультета наук о материалах МГУ.
Основные работы посвящены химии и технологии неорганических гидридов, координационных соединений и неорганических материалов.
В 1996—2006 годах главный редактор журнала «Координационная химия», с 1988 года по настоящее время — главный редактор «Журнала неорганической химии».
Сын — химик, член-корреспондент РАН А. Н. Кузнецов (род. 1973).

## Награды
Лауреат Государственной премии Российской Федерации в области науки и техники (1996) за цикл работ «Химия карборанов и полиэдрических боранов»
Лауреат премии Правительства РФ в области науки и техники (2002)
Лауреат премии Президента РФ в области образования (2005)
Лауреат премии им. Л. А. Чугаева РАН (2006) за цикл работ «Координационные соединения кластерных анионов бора»
Почётный работник высшего профессионального образования РФ (2001)
Почётный профессор МИТХТ им. М. В. Ломоносова и РХТУ им. Д. И. Менделеева
Почётный доктор Ростовского госуниверситета
Награждён орденом Почёта (1998) и орденом Дружбы (2005).
В 2010 году «За достижения в создании новых неорганических конструкционных и функциональных материалов для авиакосмической, лазерной техники, водородной энергетики и других областей применения» награждён золотой медалью имени Н. С. Курнакова.
В 2024 году награждён благодарностью Президента Российской Федерации за заслуги в развитии отечественной науки, многолетнюю плодотворную деятельность и в связи с 300-летием со дня основания Российской академии наук.

## Основные работы
- Кузнецов Н. Т., Ионов С. П., Солнцев К. А. Развитие концепции ароматичности. Полиэдрические структуры. — М.: ИОНХ им. Н. С. Курнакова РАН, 2009. — 488 с. — ISBN 978-5-02-035759-4.